# Marhaváros
A marhavárosok az Amerikai Egyesült Államok közép-Nyugati részén található határ menti települések elnevezése volt, amely a szarvasmarha-ipart szolgálta ki. E települések gazdasága nagymértékben függött a Texasból érkező szezonális marhahajtásoktól, amelyek a cowboyokat és a marhákat hozták, amelyekre ezek a városok támaszkodtak. A marhavárosok a vasútvonalak és az állattenyésztési utak csomópontjainál helyezkedtek el. Ezek a városok voltak a marhahajtások célpontjai, ahol a marhákat megvásárolták és elszállították a városi húsfeldolgozóknak, a középnyugati marhatenyésztőknek, vagy a középső és északi síkságokon lévő farmereknek. A marhavárosokat a népszerű beszámolók tették híressé a lármás cowboyokról és törvényen kívüliekről, akiket a helyi törvényőrök tartottak kordában, de ezek az ábrázolások többnyire túlzások és mítoszok voltak.

## Szarvasmarha-városok

### Kansas

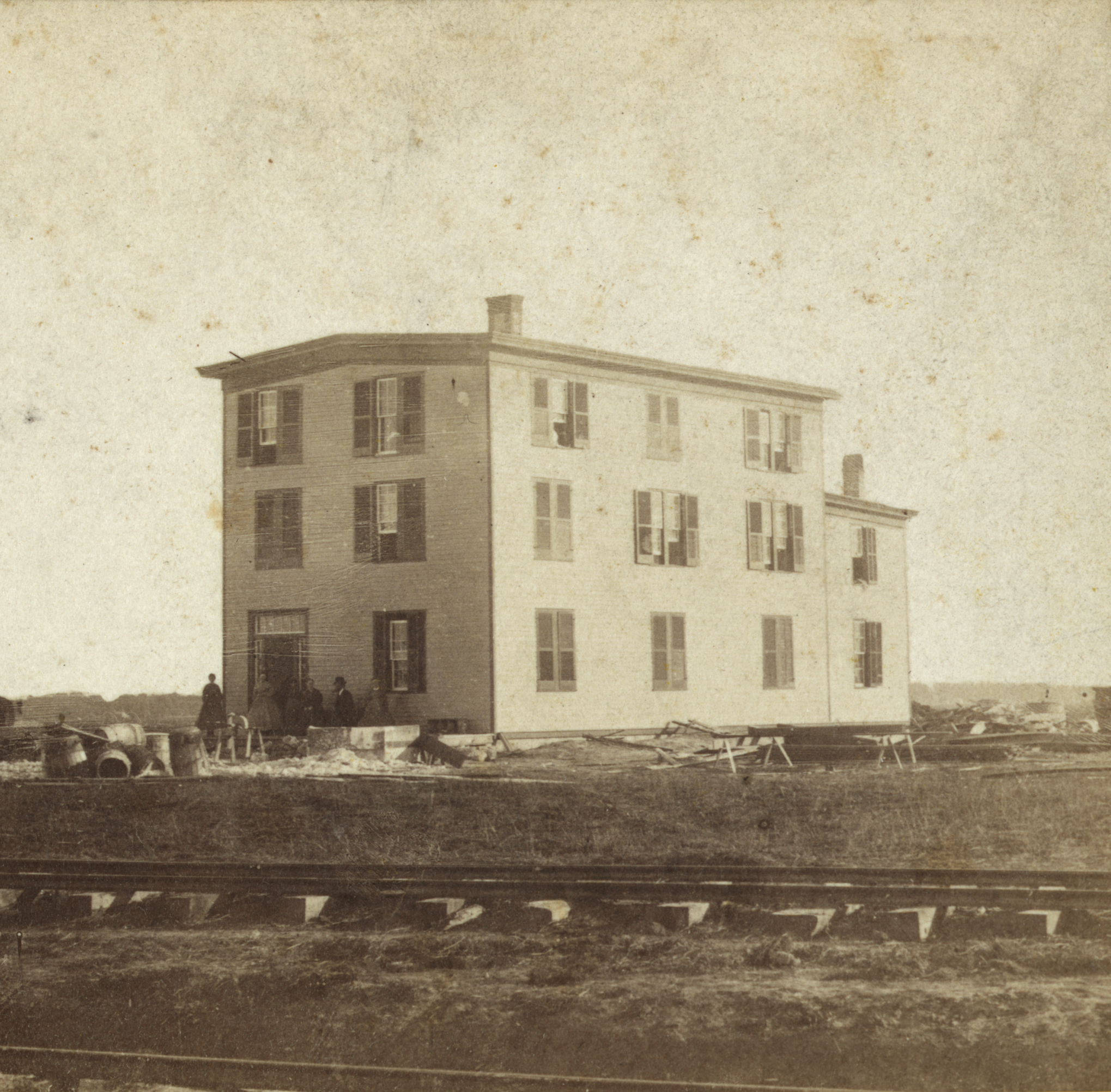
Joseph McCoy's Drover's Hotel, McCoy's Stock Yard, Abilene, Kansas, 1867.

Az első marhaváros Abilene volt, amelyet 1867-ben a texasi marhák piacává tettek. Abilene városa virágzó marhapiac volt mindaddig, amíg a farmerek el nem foglalták az összes külterületét, ami teljesen megszakította Abilene kapcsolatát az ösvényhez. 1872-ben Ellsworth, Newton és Wichita váltotta fel Abilene-t, mint a fő marhavárosokat. Ez a három város rivális vasútvonalakon helyezkedett el, és versengtek a szarvasmarha-kereskedelemért. 1875-ben Ellsworth, Newton és Wichita hárman elvesztették a szarvasmarha-útvonalakhoz való hozzáférést a városok körüli kiterjedt vidéki települések miatt. 1876-ban Dodge City lett a fő marhaváros, 1880-ban pedig Caldwell csatlakozott hozzá, de mindkét város 1885-ben bezárult a marhakereskedelem elől, amikor Kansas betiltotta a texasi marhák behozatalát.

### Nebraska
Mivel sok texasi marhahajtó elégedetlen lett a Kansas Pacific Railwaydal, a Union Pacific alacsonyabb árait kezdték keresni. Emellett a telepesek és farmerek beáramlása Kansas és Nebraska egykori marhaútjaira arra kényszerítette az embereket, hogy a régi városokat elhagyják és újakat alapítsanak.
Nebraska első marhavárosa 1870-ben Schuyler volt, de a telepesek elözönlötték a területet, így a marhahajtók kénytelenek voltak új piacot találni. A következő város Nebraskában Kearney volt, de akárcsak Schuylerben, a környező területek benépesítése elzárta a marhák útvonalától. Ogallala végül 1873-ban foglalta el a helyét Nebraska cowboy-fővárosaként. Eléggé durva és zűrös városnak ismerték, mint sok marhaváros, és a marhaboom csúcspontján 17 erőszakos haláleset történt itt.

### Cheyenne (Wyoming)
Cheyenne, a vasúthoz való könnyű hozzáférése miatt a wyomingi marhakereskedelem központjává vált. Abban különbözött a szokásos marhavárosoktól, hogy társadalmi és kulturális központ is volt, ismert volt operaházáról, Atlas Színházáról, Cheyenne Clubjáról, Inter-Ocean Hoteljéről, valamint számos üzletéről és kúriájáról. Legismertebb lakói közé tartozott Buffalo Bill Cody és Calamity Jane. Más marhavárosokkal ellentétben Cheyenne sokszínű gazdasággal rendelkezett, és nem kizárólag a marhakereskedelemre támaszkodott, ami lehetővé tette, hogy a szezonon kívüli időszakban is virágozzon, és kilábaljon a gazdasági ingadozásokból..

### Miles City, Montana
Miles City mindig is megállóhely volt a Texasból érkező marhahajtásokon, ahol a csordát a piac előtt fel lehetett hizlalni. 1881-ben a Northern Pacific Railway meghosszabbította a városon keresztül vezető vonalát, 1884-ben pedig megalakult a Montana Stockgrowers Association, így a város vezető szarvasmarha-piaccá vált.

### Medora, Észak-Dakota
Medora sokáig az észak-dakotai szarvasmarha-kereskedelem központja volt. A helyi farmerek a medorai állattartó telepekre hozták szarvasmarháikat. A Medora Grazing Association segített fenntartani az iparágat. A helyi farmereken kívül sok más farmer Észak-Dakota egész területéről is Medorába hajtotta szarvasmarháit szállításra.

## Cowboyok
A cowboyok érdekes szerepet töltöttek be a marhaváros politikájában. Egyrészt jellemzően őket tekintették annak a bűnnek a forrásának, amelyet a viktoriánus moralista mozgalom igyekezett eltávolítani a közösségeikből. Másrészt magukat a marhavárosokat is a bűnözés iparágai tartották fenn, amelyekben a cowboyok részt vettek, amíg a szezonon kívüli időszakot ott töltötték. Így a marhavárosok „tisztelettudó” lakóinak el kellett viselniük a cowboyok garázdaságát, mert ők tették lehetővé a városok gazdasági túlélését. Ez mindaddig így is maradt, amíg a farmerek el nem foglalták a marhavárosokat körülvevő összes földet, ami lehetővé tette számukra a túlélést a marhakereskedelemből származó haszon nélkül.
Bár a „tisztességes” városlakók nem tudták megváltoztatni vagy eltávolítani a cowboyokat, akiktől függtek, képesek voltak korlátozásokat bevezetni az általuk látogatott üzletekre. Abilene-ben például 1868-ban kialakult a piroslámpás negyed. A szalonok és bordélyházak egész nap és éjjel nyitva voltak, ami a végletekig frusztrálta a tisztességes városlakókat.
Akkoriban a Topeka Commonwealth azt írta: „Abilene-ben most a pokol van”. Abilene vöröslámpás kerülete a várostól északra állt, de Joseph McCoy polgármester keletre helyezte át. Az áthelyezett üzletek közül a legtöbb bordélyház volt, amelyeket a tisztességes polgárok oly hevesen gyűlöltek. A város elkülönítette az új kerületet a város többi részétől, így elhatárolódhattak a cowboyok erkölcstelen viselkedésétől. Ez az új kerület McCoy's addition vagy az Ördög fél hektárja néven vált ismertté.
Ezzel szemben a cowboyok tényleges foglalkozását sokan vidámnak, élénknek és kellemesnek látták, legalábbis a városlakók és a bámészkodók számára, bár a valóságban cowboynak lenni hálátlan és kimerítő munka volt. Hónapokig csak más cowboyok és a marháik társaságában kellett dolgozniuk. Ez sokakat arra a meggyőződésre vezetett, hogy a cowboyok keményen dolgozó emberek, akik azért választottak kemény karriert, mert ezt akarták. Ezek az erények, azaz a kemény munka és a kellemes természet, ellentétben álltak az ivásra, a szerencsejátékra és a prostitúcióra való hajlamukkal. Sokan kétértelmű mitológiai ideált alkottak a cowboyokról, amely magában foglalta a kemény munka erényeit, ami egy amerikai eszménykép volt, és amely keveredett azokkal a vétkekkel, amelyeknek szívesen hódoltak.

## Konfliktus
Sokan, akik a marhavárosokban és azok környékén éltek, ellenezték a marhahajtásokat. Ezek a kritikusok két fő csoportba tartoztak, a farmerek és maguk a városlakók. Ahogy a marhavárosokból a mezőgazdaság elterjedt a peremvidékekre, a marhavezető utakat elvágták, és a cowboyoknak a farmerek földjein és legelőin kellett terelgetniük a csordát. Utóbbiak a termésük letaposásától, valamint a texasi láz beáramlásától tartottak. A texasi láz a Texasi hosszúszarvú marhákon élő kullancsok által terjesztett betegség. A longhornok természetes immunitással rendelkeznek ellene, de más állatfajtáknál szinte 100%-ban halálos kimenetelű. Maguk a városlakók is kifogásolták a marhahajtásokat. Ellenezték a szalonok, a szerencsejátékok és a prostitúció növekvő számát, amelyek a marhákkal a városba érkező cowboyoknak szolgáltak.

## Viktoriánus mozgalom
A marhavárosok kezdeti időszakában a vezetők a „sportoló osztály” közé tartoztak, a szalonok tulajdonosainak, szerencsejátékosoknak, szórakoztatóiparosoknak, szolgáltatóknak, prostituáltaknak és törvénytisztelőknek a csoportjába. Kezdetben a szalonok tulajdonosai vezették a marhavárosokat, mivel az ő létesítményeik voltak a város központjában, és sok pénzt hoztak. Idővel azonban e közösségek vezetése a „tisztességes osztály” kezébe került, amelyhez kereskedők, állattartók, szakemberek, kézművesek, földművesek és háztartási alkalmazottak tartoztak. Mindkét csoport úgy gondolta, hogy az olyan feladatok, mint a tűzoltás, a vízszerzés, a szennyvízelvezetés és az iskolák finanszírozása inkább magánügyek, mintsem a közügyek közé tartoztak.
A vezetésnek ezt a tiszteletreméltóbb csoportra történő eltolódását tovább erősítette a keleti viktoriánus kultúra beáramlása a határ menti marhavárosokba. Ezt a fejlődést nagyrészt a nőknek ezekre a határ menti településekre való költözése katalizálta. A nők stabilizáló hatást gyakoroltak a közösségekre, olyan családok formájában teremtettek gyökereket, amelyek a keleti viktoriánus erényeket ösztönözték, és háttérbe szorították a marhavárosok régi, durva, cowboyos szokásait.

## Mítoszok
A marhavárosokra úgy emlékeznek, mint a világ egyik legveszélyesebb helyére, ahol törvényen kívüliek, törvénytisztelők és cowboyok lövöldöztek és verekedtek nap mint nap. Valójában ez egyáltalán nem így volt. A marhavárosokban alacsonyabb volt a gyilkosságok aránya, mint a keleti városokban. Az olyan városokat, mint Wichita, rágalmazták a nem marhavárosok, mint Topeka, akik azt állították, hogy Wichita a gyilkosságok, a lázadások és a rasszizmus helye. Még azt is állították, hogy Wichitát ellepte a Ku-Klux-Klan. Wichita válaszolt ezekre a vádakra, megjegyezve, hogy Wichitában nem voltak gyilkosságok, és hogy a város rendezett és civilizált. A helyi újság, a Wichita Eagle szerint Wichita lakói kevesebbet ittak, kevesebbet verekedtek, kevesebbet játszottak szerencsejátékot, és kevesebb „botrányos” nőt rejtegetnek, mint Topeka városa. Ezek az egymásnak ellentmondó állítások bizonyítják, hogy még abban az időben is a mítoszok és a pletykák jobban elterjedtek, mint az igazság, vagyis hogy a marhavárosok többnyire zűrösebbek voltak, mint az átlagos városok, de nem voltak a bűnözés és az erőszak melegágyai, mint ahogy azt sokan állították.